# 五味康祐
五味 康祐（ごみ やすすけ、1921年12月20日 - 1980年4月1日）は、日本の小説家。
五味の本名は「康祐」であり、ヨミは「やすすけ」であるとされてきた。なお、（公財）練馬区文化振興協会が所蔵する五味自筆の年譜では、本名についての記述はない。一方で、『五味康祐の世界展』図録の添付年譜には、「幼少時は『欣一』または『欣吾』と呼ばれていた」と記載されている。
五味が在学した明治大学に残る史料によると、五味の本名は五味 欣一である。
剣豪を扱った歴史・時代小説を始め数々の作品を発表。特に柳生十兵衛など柳生一族を扱った作品で知られており「五味の柳生か、柳生の五味か」と評された。『週刊新潮』をはじめとする出版社系週刊誌の爆発的流行と軌を一にする、昭和30年代から40年代（1950年代後半から1970年代前半）の流行作家であった。戦前の剣豪小説と全く異なる新たな剣豪小説の世界は、芥川賞受賞作『喪神』で始まったと言っても過言でないが、58歳という短い生涯であった。
オーディオ・クラシック音楽評論でも著名で、「オーディオの神様」とも呼ばれ、『西方の音』『天の聲 西方の音』『オーディオ巡礼』『いい音 いい音楽』などの著書がある。

## 経歴
大阪市難波生まれ、幼くして父親を亡くし、育ったのは母方の祖父の家で、大阪・千日前一帯に多くの芝居小屋や映画館を有する大興行師の家だった。
大阪府立八尾中学校（現・大阪府立八尾高等学校）を卒業し、第二早稲田高等学院（旧制早稲田大学の大学予科）に進むも中退。中退したのは1942年（昭和17年）とされる。既に徴兵年齢の20歳を超えており、徴兵を逃れるために1943年（昭和18年）4月に明治大学専門部文科文芸科に入学するも、終戦直前の1945年（昭和20年）5月に除名されている。この頃日本浪漫派の影響を受ける。
学徒出陣で陸軍に入り、一兵卒として中国大陸を転戦し、1945年夏の終戦を迎える。南京で捕虜として過ごした後、1946年に復員し、保田與重郎に師事する。同年、邦光史郎とともに『文学地帯』を刊行。編集長を務める。『文学地帯』に、日本浪漫派の影響がみられる短編小説『天の宴』『問いし君はも』を寄稿。
1947年に亀井勝一郎を頼り上京、東京都三鷹市に住み、太宰治・男女ノ川登三と共に「三鷹の三奇人」と呼ばれる。この頃、関西の出版社の社員として岡本太郎の前衛芸術運動「夜の会」に接近、多くの影響を受ける。1948年11月、亀井勝一郎から絶縁される。1949年、歌人前川佐美雄の妻の妹と結婚。1950年には神戸で放浪生活を送り、ヒロポン中毒で入院。
さまざまな職を経て、1952年に再び上京、音楽を通じて知り合った新潮社の役員斎藤十一の紹介で、同社の社外校正をしながら小説を書くが、没ばかりであった。その後、ドビュッシー「西風の見たもの」を聴いて着想・執筆した『喪神』が、斎藤十一の推薦で『新潮』1952年12月号の「同人雑誌推薦新人特集」に掲載され、1953年、第28回芥川賞を受賞。『喪神』は原稿用紙30枚の短編小説であり、歴代の芥川賞受賞作のうち最も短い。同作はその年に大映で『魔剣』の題名で映画化される。

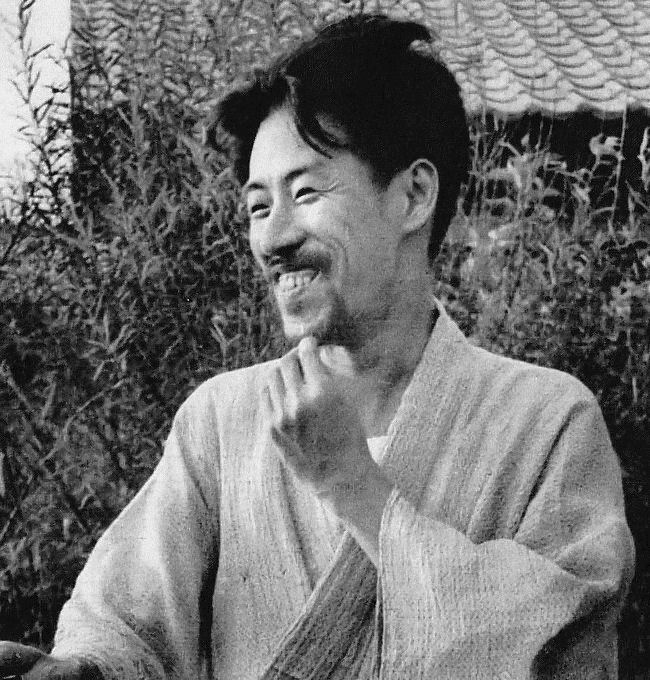
毎日新聞社「毎日グラフ（1954年9月1日号）」より。

1955年には剣豪小説ブームの中で『秘剣』、『柳生連也斎』など独特の時代小説を発表。1956年2月の『週刊新潮』創刊号から『柳生武芸帳』を連載して人気を博した。主人公の集団性、禁欲的な剣豪でなく、本能のままに生きる剣豪というとらえ方、そして日本浪曼派の影響の濃い、剣の達人の持つ精神性の表現と、格調高い文体で高く評価されている。
1952年（昭和27年）から東京都練馬区に住み、剣豪作家として財をなしてからは同区大泉学園町に邸宅を構え、没時まで居住した。
1980年（昭和55年）、肺癌のため死去。58歳没。墓は鎌倉市建長寺の回春院にある。

## 人物
麻雀にも造詣が深く、『五味マージャン教室』などを上梓し、色川武大に先んじて本格的な麻雀小説を書いた。
将棋も愛好しており、将棋観戦記を執筆。1956年に、当時名人だった大山康晴を非難する小説を発表し、大山からクレームがあったため、謝罪した。また、その大山のライバル的存在だった升田幸三と深い親交があった（2人は風貌も似ており、よく間違われる事があったという）。

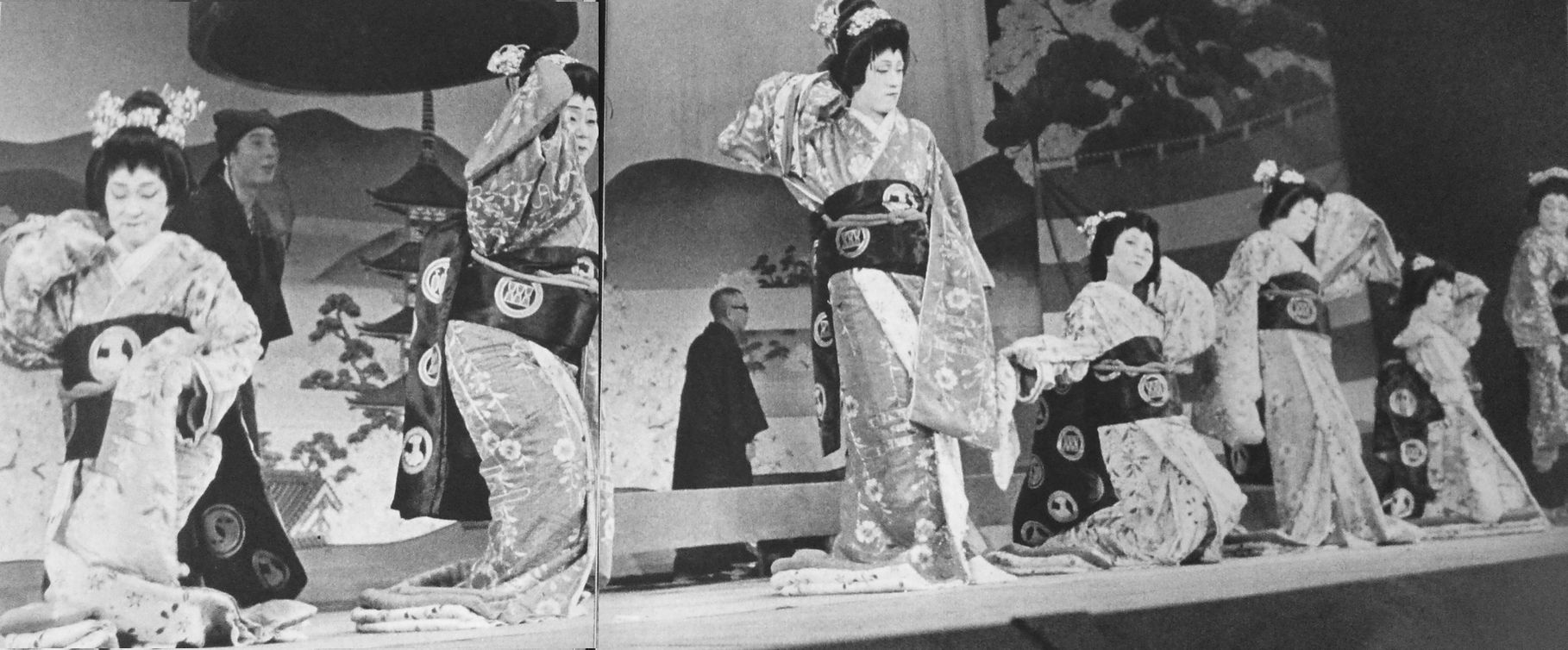
『週刊文春』 1959年12月14日号文春歌舞伎『京鹿子娘道成寺』の一場面。右から、加藤芳郎、平岩弓枝、小山いと子、芝木好子、五味康祐、平林たい子、森田たま

カーマニアとしても知られていたが、1961年5月に飲酒運転で逮捕。1964年1月31日には、三重県鈴鹿市富田町の国道1号で雪駄履きのまま自家用車を猛スピードで運転中にトラックと正面衝突を起こし内臓破裂などで一時重体となった。1965年7月24日には、脇見運転とスピード違反により、名古屋市で60歳の女性とその孫の6歳の少年を死亡させる交通事故を起こして逮捕される。このとき、志賀直哉、川端康成、小林秀雄、井伏鱒二、井上靖、三島由紀夫、柴田錬三郎、水上勉、亀井勝一郎、保田與重郎が連署で執行猶予を乞う上申書を裁判所に提出し、1966年、五味は禁固1年6月、執行猶予5年の有罪判決を受けた。贖罪の心の沈潜した『自日没』（にちぼつより）などの作品が書かれた。
手相や観相学に通じており『五味手相教室』や『五味人相教室』などの著作を残した。五味は1974年に発表した文章で「私は多分、五十八歳まで寿命があるはずと、自分の観相学で判じているが、こればかりはあてにならない。」と述べていたが、6年後の1980年に58歳で死去した。
入院した五味は、知人にレコードを聴ける小型のオーディオ装置を用意して欲しいと依頼し、病室に持ち込まれたオーディオ装置とヘッドフォンを使って、五味が最後に聴いたレコードは、ベートーヴェンのピアノソナタ第32番作品111だった。

## 没後のできごと
五味は、幼少期から終生にわたって友としたクラシック音楽やオーディオの世界では評論家として高名であり、『西方の音』、『オーディオ巡礼』などの著書を残した。クラシック音楽愛好家、オーディオ愛好家の間では、死去から約40年を経てもファンが多い（2018年現在）。
五味の死から約25年後、五味の相続人が全て死去する事態となった。この場合、法律の定めにより遺産（不動産・金融資産・動産）は国庫に収納される。遺族が保存していた五味の遺品（オーディオ機器やLPレコードのコレクションなど。「動産」にあたる）は国庫収納後に競売されて散逸する運命であった。しかし東京都練馬区（五味は昭和27年から死去する昭和55年まで練馬区内に居住）は五味の遺品の文化的価値を重く見た。2008年（平成20年）に全ての動産（五味の遺品）が練馬区に一括無償譲渡された。練馬区が所有・管理する五味の遺品は約2万点に及ぶ。
五味の没後30年となる2010年9月 - 10月には、練馬区立石神井公園ふるさと文化館で、回顧展「没後30年 五味康祐の世界 - 作家の遺品が語るもの」が開催された。
2014年（平成26年）には練馬区立石神井公園ふるさと文化館分室の2階に「五味康祐資料展示室」が開設された。同じく2014年から、修復された五味のオーディオ機器一式で、五味のLPレコードコレクションから選んだレコードを演奏する「レコードコンサート」が毎月1回（7月・8月を除く）開催されている。

## 著書
- 『秘剣』新潮社 1955年 「喪神」（そうしん）を含む
- 「喪神」-　芥川賞受賞短編。『魔剣』の題名で映画化。『芥川賞全集 第5巻』（文藝春秋）、『秘剣・柳生連也斎』（新潮文庫）所収
- 『柳生連也斎』新潮社 1955年　のち『秘剣・柳生連也斎』として文庫
- 『剣法奥儀』文藝春秋新社 1956年 のち文庫、徳間文庫
- 『柳生武芸帳』新潮社、1956年-1959年　のち文庫、文春文庫
徳川幕府初期における柳生宗矩と一族による陰謀を描いている。1956年の『週刊新潮』創刊から1958年まで連載、同時期連載の柴田錬三郎『眠狂四郎無頼控』と並んで人気を博し、剣豪小説、武芸帳というジャンルのブームを導いた。単行本7巻に及ぶ長編ながら、未完のまま終わっている。
- 『二人の武蔵』新潮社 1957年 のち角川文庫、徳間文庫、文春文庫
- 『麻薬3号』文藝春秋新社 1957年　のち講談社 (ロマン・ブックス)
- 『風流使者』新潮社 1959年 のち集英社文庫、徳間文庫
- 『乱世群盗伝』文藝春秋新社 1959年 のちケイブンシャ文庫、徳間文庫
- 『女無用 反町大膳秘伝書』文藝春秋新社 1959年 のち集英社文庫
- 『八百長人生論』角川書店 1960年
- 『剣聖深草新十郎』新潮社 1960年 のち徳間文庫
- 『色の道教えます』正続 新潮社 1961年-1964年 のち集英社文庫、徳間文庫
- 『指さしていふ 妻へ』集英社 1962年
- 『うるさい妹たち』講談社（ロマン・ブックス）1963年
- 『陽気な殿様』文藝春秋新社 1963年 のち文庫
- 『一刀斎いろいろ人生譚』日本文華社（文華新書）1964年
- 『剣には花を』双葉新書 1964年　のち河出文庫、徳間文庫
- 『如月剣士』日本文華社（文華新書）1965年　のち徳間文庫
- 『筒井白雲斎』青樹社 1965年
- 『自日没』文藝春秋 1967年 「刺客」文庫
- 『紅茶は左手で』毎日新聞社 1967年
- 『暗い金曜日の麻雀』秋田書店（サンデー新書）1967年
- 『剣術プロモーター 不知火隼人武芸記』日本文華社（文華新書）1967年
- 『密偵ワサが来た』文藝春秋 1967年 のち文庫
- 『妖剣記』日本文華社（文華新書）1968年
- 『まん姫様捕物控』新潮社 1969年 のち徳間文庫
- 『女のからだは二度燃える』文藝春秋（ポケット文春） 1969年
- 『柳生秘剣』新潮社 1969年
- 『無刀取り』新潮社 1970年 のち河出文庫
- 『斬るな彦斎 幕末必殺剣』サンケイ新聞社 1970年 『人斬り彦斎』勁文社文庫、徳間文庫
- 『ザ・おんな刑事』集英社 1971年 のち文庫
- 『無明斬り』新潮社 1972年 のち河出文庫
- 『興行師一代』新潮社 1973年
- 『麻雀一刀斎』グリーンアロー出版社（グリーンアロー・ブックス） 1974年
- 『雨の日の二筒』グリーンアロー出版社 1975年　のち廣済堂文庫
- 『色がたり』大和出版販売 1975年
- 『色は匂へど』光文社 1975年
- 『柳生宗矩と十兵衛』文藝春秋 1978年 のち文庫
- 『小説長島茂雄 五味一刀斎が贈る惜別の詩』光文社（カッパ・ノベルス） 1980年　のち文庫
- 『柳生天狗党』祥伝社（ノン・ノベル） 1981年　のち徳間文庫

一刀斎（伊藤敏明）シリーズ
- 『スポーツマン一刀斎』新潮社 1957年
- 『一刀斎は背番号6』 1955年発表（短編作品） - 1959年、木村恵吾監督、菅原謙次主演で映画化。
  - 『秘剣・柳生連也斎』（新潮文庫）所収
  - 下記を含んで2作収録で『一刀斎は背番号6』としてファラオ企画から刊行 1992年
  - 『一刀斎は背番号3』 1976年発表（短編作品）。『小説長島茂雄 五味一刀斎が贈る惜別の詩』にも収録された。
- 『スポーツマン一刀斎』講談社文庫・コレクション大衆文学館 1995年

反忠臣蔵
- 『一刀斎忠臣蔵異聞』ケイブンシャ文庫 1988年　のち文春文庫 - 吉良は赤穂浪士と激しく切り結んでいた。浅野は家臣から疎まれていた。など意外な史実を歴史資料を調べ著述した表題エッセイを含む、作品集。ケイブンシャ文庫版と文春文庫版で、表題エッセイ以外の収録短編小説は異なっている。
- 『薄桜記』新潮社 1959年 のち文庫

評論・エッセイ集・実用書
- 『五味マージャン教室 運3技7の極意』光文社（カッパ・ブックス）1966年
- 『五味人相教室 顔が表わす男女のシンボル』光文社（カッパ・ブックス）1969年　のち文庫
- 『一刀斎の観相学的おんな論』サンケイ出版 1980年
- 『西方の音』新潮社 1969年、新潮文庫「音楽巡礼」、「オーディオ遍歴」ほか
- 『五味手相教室 あなたには、どんな幸せが待っているか』光文社（カッパ・ブックス） 1978年
- 『人間の死にざま』新潮社 1980年
- 『五味康祐オーディオ巡礼』ステレオサウンド（SS選書） 1980年、新装版2009年
- 『天の声 西方の音』新潮社 1976年、新潮文庫「音楽巡礼」ほか
- 『五味オーディオ教室』ごま書房（ゴマブックス） 1976年
- 『五味マージャン大学 10戦9勝の奥義』青春出版社（プレイブックス） 1976年　「麻雀武芸帳」青春best文庫
- 『川上哲治が泣いた』グリーンアロー出版社 1978年
- 『いい音 いい音楽』読売新聞社 1980年、中公文庫、2010年

作品集
- 『五味康祐選集』全11巻 徳間書店 1966年-1967年
- 『五味康祐代表作集（全10巻）』新潮社 1981年

没後復刊
- 『剣』ケイブンシャ文庫 1984年
- 『破邪の剣』ケイブンシャ文庫 1985年
- 『小太刀の舞』ケイブンシャ文庫 1985年
- 『剣 其の弐』ケイブンシャ文庫 1985年
- 『十二人の剣豪』文春文庫 1986年
- 『柳生稚児帖』徳間文庫 1987年
- 『黒猫侍』徳間文庫 1987年
- 『真田残党奔る』文春文庫 1987年
- 『秘玉の剣』ケイブンシャ文庫 1987年　のち徳間文庫
- 『国戸団左衛門の切腹』ケイブンシャ文庫 1987年　のち徳間文庫
- 『柳生十兵衛八番勝負』徳間文庫 1988年
- 『不知火隼人武辺帖』徳間文庫 1988年
- 『上意討ち』徳間文庫 1988年
- 『兵法柳生新陰流』徳間文庫 1989年
- 『いろ暦四十八手』文春文庫 1989年
- 『剣法秘伝』徳間文庫 1989年
- 『神妙剣音無しの構え』徳間文庫 1990年
- 『掏摸名人地蔵の助』徳間文庫 1991年
- 『ベートーヴェンと蓄音機』角川春樹事務所（ランティエ叢書） 1997年
- 『柳生十兵衛 時代小説英雄列伝』中公文庫 2003年
- 『西方の音　音楽随想』中公文庫 2016年
- 『柳生石舟齋』全4巻　捕物出版 2022-2023